# Demokratische Partei Deutschlands (1947/48)

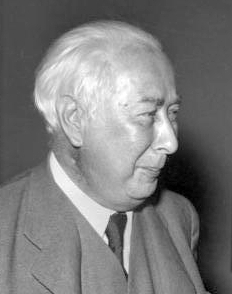
Theodor Heuss, Co-Vorsitzender

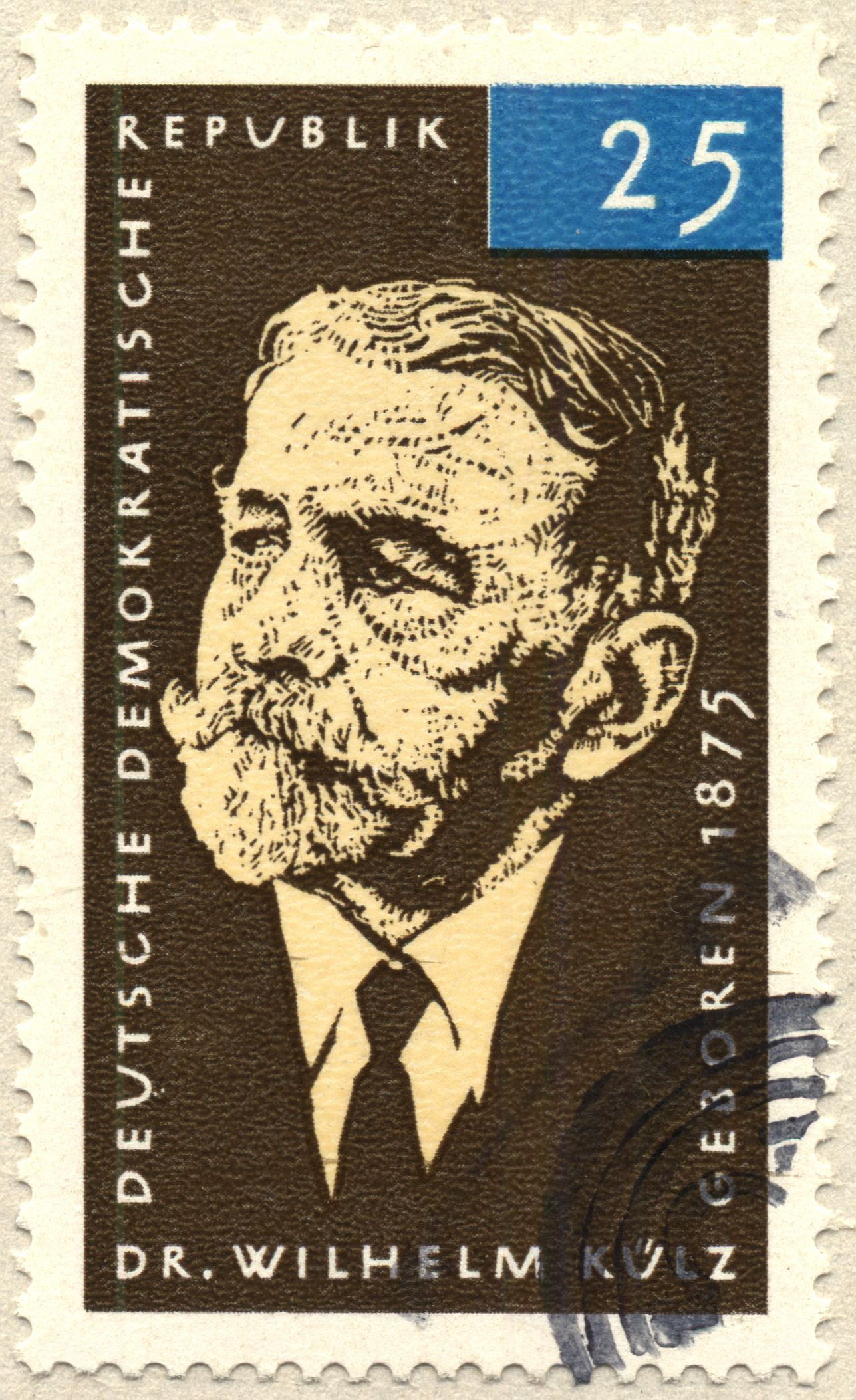
Wilhelm Külz, Co-Vorsitzender

Die Demokratische Partei Deutschlands (DPD) war 1947/48 eine gesamtdeutsche liberale Partei und gewissermaßen die Vorgängerorganisation der FDP in der späteren Bundesrepublik Deutschland.
Als kurz nach dem Ende des Zweiten Weltkrieges wieder Parteien in Deutschland zugelassen wurden, gründeten sich auch bürgerlich-liberale Vereinigungen, die sich in ihrer Tradition im Wesentlichen auf die Deutsche Demokratische Partei, die Deutsche Volkspartei und die württembergische Demokratische Volkspartei in der Zeit der Weimarer Republik beriefen. Diese liberalen Parteien, die sich zunächst auf örtlicher und Landesebene bildeten, gründeten im Juli 1946 einen gesamtdeutschen Koordinierungsausschuss. Dieser traf sich im November 1946 in Coburg, um die Gründung einer zonenübergreifenden gesamtdeutschen liberalen Partei vorzubereiten.
Die Gründung der DPD fand am 17. März 1947 auf einer Konferenz in Rothenburg ob der Tauber statt, an der liberale Politiker aus allen vier Besatzungszonen teilnahmen. Gleichberechtigte Vorsitzende wurden Theodor Heuss (Demokratische Volkspartei) und Wilhelm Külz (Liberal-Demokratische Partei). Zu Geschäftsführern wurden Arthur Lieutenant und Ernst Mayer ernannt. Die Geschäftsstellen der Partei wurden in Frankfurt am Main, als Sitz der Bizonenverwaltung, und Berlin eingerichtet.
Als sich Külz im Gegensatz zum ebenfalls eingeladenen Ost-CDU-Vorsitzenden Jakob Kaiser am „1. Deutschen Volkskongress für Einheit und gerechten Frieden“ am 6. Dezember 1947 – der von der SED organisiert worden war – beteiligte, führte das zu erheblichen Verstimmungen innerhalb der LDP, aber auch zwischen den ost- und westdeutschen Partnern der DPD. Die Teilnahme widersprach dem Beschluss des vorläufigen Reichsvorstandes der DPD vom 3. November 1947, nachdem gesamtdeutsche Vertretungen aus freien Wahlen hervorgegangen sein sollten.
Der Hauptausschuss der LDP missbilligte zwar Külz’ Verhalten, vermied aber weitere Konsequenzen, wie sie von westdeutschen Liberalen gefordert worden waren. Auf der Gesamtvorstandssitzung der DPD am 18. Januar 1948 in Frankfurt am Main, zu der Külz ausgeladen worden war, warf Theodor Heuss der LDP vor, mit ihrer Weigerung habe sie sich für „die russische Auffassung von deutscher Einheit“ entschieden. Arthur Lieutenant erklärte für die LDP daraufhin, dass unter diesen Umständen und Vorwürfen für die Ost-Liberalen eine weitere Zusammenarbeit „zunächst unmöglich“ sei. Das war das faktische Ende der DPD. Eine formale Auflösung gab es nicht, man kam einfach nicht mehr zusammen, so fand z. B. nach Külz’ Tod im April 1948 keine Nachwahl eines Vorsitzenden statt.
Auch wenn die gesamtdeutsche liberale Partei nicht verwirklicht werden konnte, so opponierte die LDP in der SBZ gegen die Machtergreifung durch die SED und hatte dabei einen großen Zulauf an jungen Leuten. Der Widerstand wurde jedoch bis 1950 gebrochen, wobei insbesondere die 1951 vollstreckten Todesurteile gegen Arno Esch und fünf seiner Kommilitonen und die langjährige Gefängnisstrafe Wolfgang Natonecks zu nennen sind. Im Jahr 1950 wurde die LDP Mitglied in der von der SED dominierten Nationalen Front des demokratischen Deutschlands (kurz: Nationale Front). Sie änderte 1951 auf Druck der SED ihre Abkürzung in LDPD.
In den Westsektoren bildete sich auf dem Gründungsparteitag 1948 die FDP.